# Charles Gounod
Charles François Gounod (Pariz, 17. lipnja 1818. – St. Cloud, Hauts-de-Seine 18. listopada 1893.), francuski skladatelj. 
Uz Saint Saënsa glavni je predstavnik neoklasicističke struje u francuskoj glazbi 19. stoljeća. Odigrao je važnu ulogu u razvoju francuske solo-pjesme i opere izgrađujući melodijski stil izrazito francuskog karaktera. Pisao je studije, autobiografije i "Sjećanja umjetnika" te je skladao glazbu za vatikansku himnu.
Studira u Parizu, 1839. dobio Prix de Rome, u Parizu bio direktor pjevačkog društva Orpheon de la Ville de Paris, orguljaš i zborovođa u crkvi, upravitelj pjevanja u općinskim školama. Godine 1870. – 1874. živio u Londonu, tamo je osnovao i vodio zbor Gounod`s (kasnije Albert Hall Choral Society) s kojim je koncertirao u Belgiji. Najpoznatiji je po svojoj operi Faust (1859.) te Meditation na preludij broj 1 u C-duru iz Bachova Wohltemperiertes Klavier s tekstom Ave Maria. Objavio autobiografske spise.
Prvi ravnao koncertom u dvorani Royal Albert Hall u Londonu.

## Gounodova gitara
Ista gitara na kojoj je svirao sam Gounod danas se nalazi u Muzeju Pariške Opere gdje ju je na sigurno sklonio jedan od skladateljevih prijatelja. Ona je danas u vrlo lošemu stanju zbog nepažnje ili izljeva bijesa pruskoga časnika koji je stao na nju i tako potrgao vrat gitare za vrijeme Francusko-pruskoga rata (1870. – 1871.). Priča o gitari jest sljedeća: „U proljeće 1862, Gounod je bio na odmoru u sjevernoj Italiji i u veče` 24. travnja lutao sam uz slikolike obale jezera Nemi. Bio je privučen zvukom udaljene glazbe koja je plesala na mirnomu zraku te, pogledavši u smjeru iz kojega je dopirala, ugleda talijanskoga seljaka koji je prolazio, pjevajući svoje narodne melodije uz pratnju svoje gitare. Gounodova pažnja bila je trenutno okovana i tako je bio očaran ovom izvedbom da je nesvjesno pratio pjevača dio puta te se je iz daljine usudio progovoriti s njim. Rekao je skladatelj besmrtnoga Fausta svomu bliskomu prijatelju: ˝Bio sam toliko ushićen da sam požalio što ne mogu kupiti glazbenika i njegov instrument zajedno; ali pošto je to bilo nemoguće, učinio sam sljedeću najbolju stvar – kupio sam gitaru i odlučio svirati ju savršeno kao što je (svirao) i on.˝ Tako je velik dojam ostavio ovaj događaj na Gounda, da je, vrativši se u hotelsku sobu, istoga časa zapisao tintom na ovu gitaru: ˝Nemi, 24 Aprile, 1862˝ na spomen radosnoga događaja.“
Gospodin Malsherbes, kustos Muzeja Pariške Opere, je rekao: ˝Bile su upravo vibracije žica ove iste gitare koje su dale slavljenom skladatelju prvu inspiraciju i koncepte Mirelle.˝

## Djela
- Popis skladbi Charlesa Gounoda (engleski)